# Tania Saleh
Tania Saleh (* 11. März 1969 in Beirut) ist eine libanesische Sängerin und Songwriterin.

## Leben und Werk
Tania Saleh wuchs in Beirut auf. Sie studierte an der Libanese American University Bildende Kunst. Neben ihrem Studium beschäftigte sie sich mit Musik und spielte in einigen Bands. Nach dem Bürgerkrieg ging sie nach Paris um ihr Studium in ‘Art Plastique’ abzuschließen. Zurück in Beirut arbeitete sie vorerst als Werbedesignerin und startete ihre Karriere als Sängerin. 
Die Künstlerin singt in Arabisch. Seit 1990 experimentiert sie mit verschiedenen Musikrichtungen wie Folk, Rock, Jazz und elektronischer Musik. Saleh arbeitet mit vielen Musikern zusammen, zum Beispiel mit Zaid Rahbany, Charbel Rouhana, Ibrahim Maalouf, Charlotte Caffey, Bernd Kurtzke, Anneli Drecker, Mathias Eick und Khalil Judran. Ihr erstes Soloalbum nahm sie 1996 auf.
2007 schrieb sie die Songtexte für den Film Caramel der libanesischen Regisseurin Nadine Labaki und 2011 für deren Film Where Do We Go Now?. Mit Rayess Bek verfasste sie 2014 den Titelsong für den Film ‘Heritages’ von Philip Araktinji.
Saleh wirkte an vielen Workshops im Libanon, Frankreich, den USA, Schweden und der Schweiz mit. Wichtige Auftrittsorte waren das Byblos International Festival, das Beiruter Frühlingsfestival, die Music Hall (Beirut), die Dar Al Opera, der Bibliotheca Alexandria, der Dubai Design District (VAE), das Nationaltheater von Doha (Katar), der Al Shaheed Park (Kuwait), das Roxy & Arlington Festival (USA), das Odeon Theater (Jordanien), die Freizone und Frauenstimmenfestivals (Norwegen), das Kulturhuset Stadsteatern (Schweden), The Barbican (London).
2019 nahm sie gemeinsam mit der schwedischen Sängerin Lina Nyberg beim Stockholm Kulturfestival teil.

## Texte für Filmmusik
- 2007: für den Film Caramel von Nadine Labaki
- 2011: für den Film Where Do We Go Now? von Nadine Labaki
- 2014: für den Film Heritages von Philip Araktinji

## Diskografie

### Alben
- 2002: Tania Saleh
- 2011: Wehde
- 2014: A Few Images
- 2017: Intersection
- 2021: 10 A.D.

### Live-Alben
- 2012: Live at DRM
- 2019: Live in Barcelona